# ジム・リー
ジム・リー（イ・ヨンチョル、Jim Lee、1964年8月11日 - ）は、韓国系アメリカ人のアメリカン・コミックス作家。作画家、脚本家、クリエイターであり、出版者でもある。1990年にハーヴェイ・スペシャル・アウォード・フォー・ニュー・タレントを受賞。

## 経歴

### 初期の時代と仕事歴
リーは韓国のソウルに生まれ、アメリカ合衆国ミズーリ州セントルイスで育った。アメコミ業界で有名な3人のリー（スタン・リー、ジェー・リー、パット・リー）とは親戚関係ではない。
リーのセントルイスでの高校時代の卒業アルバムの中で、友人の一人は「彼は自分のコミックカンパニーを設立するだろう」と予言している。しかし当初リーは医療に従事していた父を継ぐため、コミックの道を諦めていた。リーは医師になるため、プリンストン大学で心理学を専攻した。選択科目の現代アートのクラスが彼に描く事への情熱を思い出させた。
小さな出版者で出した“サムライ・サンタ#1”の表紙のみのインキングをした後、北米最大のコミック出版社、マーベル・コミックスにてペンシラーとして成功を収めた。彼のマーベルでの初期の作品には『アルファフライト』、『ザ・パニッシャー・ウォー・ジャーナル』がある。

### X-Menで得た名声
1989年、リーは『アンキャニィX-MEN』#248でレギュラーのペンシラー、マーク・シルヴェストリの代理を務め、#256から#258までゲスト参加、シルヴェストリが去った#267くらいから段々とシリーズの常任アーティストとなっていった。『アンキャニィX-MEN』では、リーは後に長年の共同制作者となったインカー、スコット・ウィリアムズと当初から仕事をしている。
1991年、リーは、単に『X-メン』と呼ばれる事になった、X-メンの第2シリーズを長年X-メンを手がけてきたクリス・クレアモントと共に、共同作家として手がけた。彼らはガンビットことレミー・ルボーを作り出した。リーはまた、X-メンのすべての世代の読者がキャラクターのイメージとして認知している、サイクロップス、ジーン・グレイ、ローグ、サイロックそしてストームなどの新しいユニフォームをデザインした。また、彼はジョン・バーンと共に、オメガ・レッドのキャラクターを共同作成した。X-メンの#1は、リーが複数種類（俗に言うA〜Eカバー）の表紙のイラストを描く事で、ファンが重複して購入しているとはいえ800万部の部数を売り上げた。
しかしながらリーは難しいハードルへと進む事になった。クレアモントは、キャラクターやストーリーラインに対する2人のビジョンの違いから共に仕事をするのは難しいと思い始める。X-メンにおいて、意見の食い違いがこの先長引く事が予想されたため、結局マーベルの編集者ボブ・ハラスは、空前の人気を誇ったリーを支持し、クレアモントは第3弾の新X-メンシリーズを去る事になった。にもかかわらず、リーとクレアモントは、その後も別のプロジェクトで一緒に仕事をしている。クレアモントとリーは1995年のウィザード・マガジンで共同インタビューも受けている。

### イメージ・コミックスとワイルドストーム
1992年、リーはイメージ・コミックスを立ち上げるためにマーヴルを離れた7人のアーティストの一人となった。リーのグループはワイルドストーム・プロダクション(Wildstorm)と名付けられ、リーがペンシラーと共同脚本を手がけた『ワイルドキャッツ』(WildC.A.T.s)を発行し、ジム・リーとプロダクションのアーティストが作り上げたキャラクターが登場するその他のワイルドストームの初期作品には、リーが最初の8号まで共同プロッター、3号まで表紙を作画した『ストームウォッチ』(Stormwatch)、連載シリーズの最初の12号までプロットで参加して最初の30〜40ページではペンシラーを務めた『デスブロウ』(Deathblow)、3年間共同プロッターと2号までペンシラーを担当した『ジェン13』(Gen¹³)がある。その後の、ジム・リーが作り上げたワイルドストーム・ユニヴァース(Wildstorm Universe)を共有しているウィルス・ポータシオの『ウェットワークス』、ジェン13の副産物である『DV8』、ストームウォッチのソロキャラクター・シリーズ『バックラッシュ』(Backlash)、ワイルドキャッツの主人公のソロキャラクター・シリーズ『グリフター』(Grifter)、そしてワイルドキャッツ、ストームウォッチ、ジェン13、デスブロウ、ウェットワークスのキャラクターが登場する『チーム7』(Team 7)を代表するいくつかの短編物といった、同じユニヴァースを共有するその他の連載シリーズは、ジム・リーはあまり参加することなく始まっている。
ほとんどの劇画の特性であるように、これらのシリーズは過激な暴力シーンと、過度の性的描写、そして物語より、うわべの絵柄の方を強調していたために批判を受けた。リーのタイトルの販売は好調で、時にはひと月で百万部を超え、個人の出版社としての販売記録を塗りかえた。
またリーは、出版者として、ワイルドストームの別ブランドとして、ホーメージ・コミックス（Homage Comics）とクリフハンガー（Cliffhanger）という2つのブランド（後に合併され、Wildstorm Signatureというブランドに統一された）を立ち上げた。はじめのうちは、ホーメージは、アイズナー賞の受賞者による『ストレンジャーズ・イン・パラダイス』（Strangers in Paradise）と、カート・ビュシーク（Kurt Busiek）の『アストロシティ』をスタートさせ、より脚本家よりのブランドであった。一方クリフハンガーのほうは、作画家よりのブランドで、当時のトップセラーとなった3つシリーズ、J・スコット・キャンベル（J. Scott Campbell）による『デンジャーガール』（Danger Girl）、ジョー・マデュレイラ（Joe Madureira）の『バトルチェイサーズ』（Battle Chasers）、そしてヒューバート・ラモス（Humberto Ramos）の『クリムゾン』という、その当時の3人の若き売れっ子作家の作品を出版するために作られた。
1996年、リーはロブ・ライフェルド（Rob Liefeld）等と共にマーベルに戻り、古典的ないくつかのキャラクターを再生させるプロジェクト『ヒーローズ・リボーン』(Heroes Reborn)に1年契約で参加した。ライフェルドが『キャプテン・アメリカ』と『アベンジャーズ』を　リーは『アイアンマン』のプロットを書き、『ファンタスティック・フォー』を描いた。これだけ知られたキャラクターの改変に対してファンの反応は複雑だったにもかかわらず、『アイアンマン』と『ファンタスティック・フォー』はセールスチャートのトップになった。プロジェクト半ばにはライフェルド降板からリーが4タイトル全てを受け持つこととなった。ヒーローズ・リボーン終了後、リーはワイルドストームに専念し、『ジ・オーソリティー』（The Authority）と『プラネタリー』（Planetary）を出版した。

### DCコミックスに移籍
1998年後半にリーは、イメージ・コミックスを辞め、DCコミックスにワイルドストームを売却し彼は再びアートに焦点を当てた。
2000年に、バットマン：ゴッサム・ナイツ(2000年3月）の第1号の「バットマン ブラックアンドホワイト」のバックアップ・ストーリーを描いた。
2003年にライターのジェフ・ローブと共同作業をし全12号からなるシリーズバットマン：ハッシュの作画を担当し、セールス的に成功を収めた。
2004年にスーパーマン：フォー・トゥモローの作画を担当した。
2005年にはベテランライターのフランク・ミラーとタッグを組みオールスター:バットマン&ロビン ザ・ボーイ・ワンダーの作画を担当した。
リーはそのあとワイルドストームの編集長に任命され、DCとワイルドストームの両方のプロパティを同時に処理することもあった。
2006年9月リーはライターとしてワイルドキャッツに戻った。
2007年2月にリーがDCユニバース・オンライン）のコンセプト・アートに関与することが発表された。
2008年リーは2009年発売予定のゲームのエグゼクティブクリエイティブディレクターに任命された。
2009年、リーはドートリーのアルバムリーブ・ディス・タウンのブックレットのアートワークを手掛けた。

## ビブリオグラフィ

### DCコミックス
- 9-11: The World's Finest Comic Book Writers & Artists Tell Stories to Remember, Volume Two
- Action Comics #800 (among other artists) (2003), #1000 (2018)
- All Star Batman & Robin, the Boy Wonder #1–10 (2005–08)
- Batman (Hush saga) #608–619 (2002–03)
- Batman Europa #1 (2015)
- Batman: Gotham Knights (Batman Black and White) #1 (2000)
- Dark Days: The Casting #1 (among other artists) (2017)
- Dark Days: The Forge #1 (among other artists) (2017)
- Harley Quinn vol. 2 #0 (among other artists) (2014)
- Harley Quinn and the Suicide Squad April Fool's Special #1 (pages 1–10, 21-30) (2016)
- Justice League, vol. 2, #1–6, 9–12 (among other artists) (2011–12)
- Justice League Day, Special Edition, #1 (2018)
- Justice League of America, vol. 2, #0 (one page only) (2006)
- Just Imagine Stan Lee with Jim Lee creating Wonder Woman (2001)
- The Multiversity: Mastermen #1 (2015)
- The New 52 (Free Comic Book Day) #1 (among other artists, 2012)
- Orion (Tales of the New Gods) #12 (2001)
- Suicide Squad, vol. 5, #1–8 (2016)
- Scooby Apocalypse #1 (2016)
- Superman (For Tomorrow) vol. 2 #204–215 (2004–05)
- Superman/Batman #26 (two pages, among other artists) (2006)
- Superman Unchained #1–9 (2013–14)
- The Immortal Men #1 (2018)

#### ヴァーティゴ
- Flinch #1 (1999)
- 100 Bullets #26 (among other artists) (2001)
- Weird War Tales one-shot (2000)

#### ワイルド・ストーム
- Coup d'état: Sleeper (The Authority) (2004)
- Robotech #0 (2002)

### イメージ・コミックス
- Darker Image (Deathblow) #1 (1993)
- Deathblow (full pencils): #1–3; (with Trevor Scott): #0 (1993–96)
- Deathmate Black (among other artists) (1993)
- Divine Right #1–12 (1997–99)
- Gen¹³ #0, 4–7 (1994)
- Grifter/Shi, 2-part miniseries, #1 (with Travis Charest) (1996)
- Moonlight and Ashes: Fire From Heaven, 2-part miniseries, #2 (1996)
- Savage Dragon #13 (1994)
- StormWatch #47 (1997)
- WildC.A.T.s (full pencils): #1–13; (among other artists): #32, 50 (1992–98)

### マーベル・コミックス
- Alpha Flight #51, 53, 55–62, 64 (1987–88)
- The Avengers vol. 2 #8 (cover art)
- Captain America vol. 2 #7-8 (cover art)
- Classic X-Men #39 (new backup story) (1989)
- Critical Mass #4 (among other artists) (1990)
- Daredevil Annual #5 (1989)
- Fantastic Four vol. 2 #1–6 (1996–97) (plot & pencil art), #7-12 (plot)
- Iron Man vol. 2 #6 (among other artists) (1997)
- Justice #30 (1989)
- Marvel Comics Presents (Namor) #33 (1989)
- Punisher Annual #2 (1989)
- The Punisher War Journal #1–12, 17–19 (1988–90)
- Solo Avengers (Mockingbird) #1 (1987)
- Spider-Man #10 (co-inker) (1991)
- St. George #8 (1989)
- Stryfe's Strike File #1 (among other artists) (1993)
- Uncanny X-Men #248, 256–258, 267–277 (1990–91)
- What The--?! #5 (1989)
- X-Men, vol. 2, #1–11 (1991–92)